# Australijski govedar
Аустралијски говедар (енг. Australian Cattle Dog) је пастирски пас настао у Аустралији. Користи се за помоћ око рада са стоком. Веома је јак, поседује велику издржљивост и врло је паметан пас. Он скупља и усмерава стоку. Оданост, заштитнички инстинкт, чине га незаменљивим чуварем и помоћником сточара.

## Основно
- Мужјак
  - Висина од 46 до 51 цм
  - Тежина од 15 до 22
- Женка
  - Висина од 43 до 48 цм
  - Тежина од 15 до 22

## Историја
Аустралијски говедар је направљен како би помагао са успостављањем сточне индустрије у раним условима Аустралије. Главни захтев је снажан пас са одличном издржљивошћу и способношћу да скупља и усмерава стоку. Првобитно увезене пасмине радних паса нису испуњавале те захтеве. Први насељеници су имали ограничен приступ радној снази, што је стварало проблеме у контроли стада оваца и крда стоке.
Већина имања су била неограђена а рурална подручја нису била очишћена. Како би омогућили ефикасно руковање овцама и стоком, одлучено је да се направе пасмине које ће обављати посао уместо њих. Иако је много истраживања извршено у циљу откривања порекла аустралијског говедара, првобитни узгајивачи су остављали мало документованих информација, тако да постоји неслагање у мишљењима које пасмине су кориштене како би се створио данашњи пас.
Генерално се признаје да је раса настала од укрштања плавог колија глатке длаке са дингом, са каснијим додатком далматинца и црног и тамнијег келпија. Покушавана су и укрштања са другим пасминама, као што је бул теријер, али су се показала као неуспешна приликом рада са стоком.

## Карактеристике пса

### Нарав
Аустралијски говедар је пас изузетне интелигенције, чврсте грађе, врло активан и издржљив. Врло брзо уче и лако их је тренирати. Потребан му је исправан одгој и социјализација како би био пријатељ без премца и неисцрпан извор задовољства за свог господара. Према странцима су неповерљиви, а за свог господара се вежу тако јако да их многи од миља називају "прилепцима". Желе стално бити у блиском физичком контакту са својим омиљеном човеком. Начелно су добри са децом с којом су одрасли и коју сматрају делом свог "чопора", те са већом децом која се знају опходити према њима. Према мачкама и малим животињама показују ловачке инстинкте, па и на то треба пазити, иако углавном неће дирати оне с којима су одрасли.

### Општи изглед
Снажан, компактан, радни пас са симетричним телом, способан и спреман да испуни постављени задатак, ма колико тежак био. Он је комбинација масе, снаге, избалансираности и снажне мишићаве кондиције. Мора одавати утисак велике окретности, снаге и издржљивости. Свако претеривање, како у крупноћи, тако и у закржљалости је тешка мана.
Глава и лобања
Глава је снажна, мора бити избалансирана са другим деловима тела и у сразмери са укупном грађом. Широка лобања је благо заобљена између ушију, сужава се ка благом али дефинисаном стопу. Мишићави образи, никада груби или избочени, са јаком доњом вилицом, дубоком и добро развијеном. Чело је широко и добро испуњено. Испод очију постепено пада у средње дугу, дубоку и снажну њушку. Линије лобање и њушке су паралелне. Усне су затегнуте и суве. Нос је црн.
Очи
Овалне, средње величине, никада избочене, нити упале, са изразом опрезности и интелигенције. Светлуцањем очију карактеристично упозорава непознате када му се приближе. Тамнобраон су боје.
Уши
Средње величине, боље мање него велике, широке у корену, мишићаве, стршеће, умерено зашиљене, никада кашикасте или дугметасте. Усађене су широко и далеко на лобањи, на споља инклинирају, осетљиве и усправно напете при пажњи, пуне, прилично добро изнутра одлакане. Зубало: Зуби јаки, снажни, велики, добро распоређени, са маказастим загризом. Доњи секутићи са задње стране додирују горње. За псе од којих се тражи да покрену тешко стадо, уједом, чврсти и јаки зуби су изузетно важни. Врат: Изузетно јак, мишићав, средње дугачак, широко усађен у тело. Слободна гуша.
Предњи део
Снажне плећке, падајуће, мишићаве, добро угловане са надлактицама, нису превише затворене у гребену. Предње ноге имају јаке округле кости, равно се продужавају до шапа и паралелне су гледано од напред. Дошапља су еластична и благо углована према подлактици гледано са стране. Наравно, мишићаве плећке, оптерећене и тежак фронт спутавају исправно кретање и ограничавају радну способност.
Тело
Дужина тела од врха грудне кости до седних кврга већа је од висине гребена у односу 10:9. Горња линија је равна, леђа снажна, ребра добро заобљена и уназад положена, ребарни кош није бачваст. Груди су дубоке, мишићаве и умерено широке, слабине широке. Бокови дубоки. Добро повезан пас.
Задњи део
Широк, снажан и мишићав. Сапи боље дуге и падајуће, бутине дуге и широке, добро развијене, колена добро окренута, скочни зглобови снажни и добро спуштени. Гледано од позади, задње ноге од скочних зглобова до шапа равне и паралелно постављене, никада прешироке или преуске. Шапе: Округле, прсти кратки, јаки, добро заобљени, приљубљени један уз другог. Јастучићи пуни и дубоки, нокти снажни и јаки.
Реп
Умерено ниско усађен, пратећи контуру падајућих сапи, дуг отприлике до скочног зглоба. Стоји обешено са врло благом кривином. У кретању може бити подигнут али ни један његов део не треба да прелази вертикалу подигнуту из његовог корена. Четкасто одлакан.
Кретање
Правилно, слободно, гипко и неуморно кретање плећки и предњих ногу у складу са снажним потиском задњих ногу. Способност брзог и чилог кретања је врло важна. Чврстина је од највећег значаја. Штуласто кретање, оптерећене или лабаве плећке, стрме плећке, слабост у лактовима, дошапљима или шапама, равно колено, кравље или бачвасте задње ноге, морају бити кажњени као тешка мана. При повећању брзине, шапе се приближавају средишњој тежишној равни али су у ставу ноге паралелне.
Длака
Равна, дупла длака са кратком, густом подлаком. Покровна длака је затворена, оштра, тврда и равно полегла, водоотпорна. Испод тела до задњег дела ногу длака је дужа, прави гаће. На глави (укључујући унутрашњост ушију], на предњој страни ногу и шапама длака је кратка. Око врата је дужа и гушћа. Предуга или прекратка длака је мана. Длака на телу је дуга 2,5-4 цм.
Боја
Плава – треба бити плава, плаво пегава или плаво прскана са или без других ознака. Дозвољене ознаке су црне, плаве или пламене на глави, а симетрично распоређене имају предност. Пламена се пружа средином предњих ногу, на горе преко предгруди, као и гуше са пламеном на вилицама. Пламена на унутрашњости задњих ногу и унутрашњости бутине, на доле предњом страном колена, скочног зглоба и прстију. Пламена боја је дозвољена код подлаке на телу под условом да не пробија плаву покровну длаку. Црне ознаке на телу нису дозвољене. Црвено испрскана – боја треба свуда бити равномерно црвено испрскана, укључујући и подлаку (никада бела или крем), са или без тамноцрвених ознака на глави. Равномерне ознаке на глави су пожељне. Црвене ознаке на телу су дозвољене али непожељне.

## Нега и здравља
Овом псу је потребно много физичке и менталне активности. Треба му доста простора и није за живот у стану. У стану прави штету, услед мањка простора и активности. Купати га по потреби, а четкање се препоручује једном недељно како би се уклониле мртве длаке.
Најчешћи здравствени проблеми ове пасмине су прогресивна атрофија ретине, дисплазија кука и лактова, глувоћа.
Животни век ове пасмине је од 12 до 15 година.